# Ecologie
Ecologie of oecologie is een biologische vakwetenschap. De ecologie bestudeert zowel de wisselwerking tussen organismen onderling, binnen populaties en levensgemeenschappen: de biotische milieufactoren, als de relaties van deze biologische eenheden met hun niet-biologische omgeving: de abiotische milieufactoren. Biotische en abiotische factoren samen vormen een ecosysteem. 

## Etymologie
De term ecologie of oecologie (oorspronkelijk uit het Duits: Ökologie) is een wetenschappelijk neologisme (1866) van de Duitse bioloog Ernst Haeckel, afgeleid van het Oudgrieks oikos (οἶκος, huishouding, omgeving) en logos (λόγος, woord, verhandeling). Het hieraan ontleende Angelsaksische ecology heeft een iets meer milieukundige en mens-gerichte, betekenis. In Nederland bestaan de biologische oecologie en de meer milieukundige ecologie naast elkaar, maar het verschil vervaagt.

## Benaderingen
Binnen de ecologie zijn er verschillende benaderingen. Sommige gaan uit van een specifiek soort organisme en bestuderen de wisselwerking tussen dit organisme en zijn omgeving (milieu). In de biogeografie wordt de nadruk gelegd op het voorkomen van soorten in afhankelijkheid van aardkundige regio's. Bij de aut-oecologie en de ecofysiologie  wordt  bestudeerd hoe het functioneren van dier- of planten(soorten)  afhangt van specifieke milieufactoren zoals bepaalde voedingsstoffen of water. De synecologie of gemeenschapsecologie stelt niet een soort maar een levensgemeenschap, een samenhangende verzameling populaties, centraal, en gaan na hoe de wisselwerkingen tussen verschillende soorten organismen in de levensgemeenschap plaatsvinden. Ook de opeenvolging van soorten en vegetaties bij verandering van het milieu, vormt onderdeel van  de studies, de zogenaamde successie.  De populatiebiologie onderzoekt de dynamiek en evolutie (van populaties) van soorten. Deze tak van ecologie probeert inzicht te krijgen in de wijze waarop individuele organismen zich binnen een populatie handhaven, en hoe soorten zich in de loop van de evolutie ontwikkelen.

### Biogeografie
De biogeografie is een discipline die bestudeert in welke geografische gebieden op aarde welke soorten organismen en levensgemeenschappen voorkomen en deze verspreiding probeert te verklaren. De oude Grieken hielden zich al bezig met dergelijk geografische onderwerpen. Alexander von Humboldt verrichtte medio negentiende eeuw als eerste moderne wetenschapper hier systematisch onderzoek aan. 
In de biogeografie wordt de wereld ingedeeld in een aantal biogeografische regio's of biomen, die elk gekenmerkt worden door het voorkomen van specifieke formaties en groepen van planten (en de daarvan afhankelijke dieren). Een dergelijke zonering is er ook op kleinere schaal, bijvoorbeeld in de bergen waar elke hoogtezone eigen planten en dieren heeft. Ook bij bijvoorbeeld de overgang van zout naar zoet water of van water naar land zijn vaak zones te onderscheiden met ieder een eigen soortensamenstelling.
Voor veel organismen bestaan er voor verschillende gebieden lijsten met statusaanduidingen met aanduiding van het voorkomen van een organisme in een bepaald gebied in het verleden, het heden en de verwachte toekomst. Zo is een invasieve soort een soort die zich door menselijk toedoen (uitzetting of onopzettelijke verplaatsing) kan vestigen en snel kan vermeerderen op een plaats waar deze voorheen door ruimtelijke barrières niet kon komen. Ook habitatdegradatie door de mens kan ervoor zorgen dat exotische soorten zich opeens snel kunnen ontwikkelen in een voordien onbezet of ongeschikt gebied. Ook zijn er veel exoten die in door de mens geschapen milieus voorkomen, zoals guppies bij uitlaten van elektriciteitscentrales, of aangroei met allerlei exotische organismen in leidingen; maar ook mussen buiten hun oorspronkelijke leefgebied en andere cultuurvolgers kunnen als exoot worden aangemerkt.

### Ecosystemen en sferen
De laatste decennia beschouwen veel ecologen de natuur als een verzameling van systemen waarbinnen stof en energie circuleren. In 1935 introduceerde Arthur Tansley het begrip ecosysteem voor de biocenose (de levensgemeenschap van organismen). In de 19e eeuw werd de stikstofkringloop in de natuur beschreven door Antoine Lavoisier. Later zijn meer van dergelijke kringlopen beschreven, zoals van koolstof, waaruit bleek dat deze zich in relatief gescheiden compartimenten (zoals de atmosfeer, de hydrosfeer en de lithosfeer) kunnen afspelen. Nadat de Oostenrijkse geoloog Eduard Suess de term biosfeer had geïntroduceerd als levensruimte voor alle compartimenten op aarde werkte de Rus Vladimir Vernadski in zijn boek The Biosphere de principes van alle biochemische kringlopen uit en herdefinieerde hij de biosfeer als de som van alle ecosystemen. De Amerikaanse ecoloog Howard T. Odum zorgde ervoor dat vanaf ongeveer 1970 het ecosysteem gezien werd als een systeem van energie-uitwisseling tussen allerlei zogenaamde trofische of voedselniveaus (planten, herbivore dieren, carnivoren en micro-organismen).

### Landschap als ecosysteem
Een ecotoop of landschapselement is het kleinste, ecologisch nog onderscheidbare gebied in een ecologisch classificatiesysteem van landschappen. Het vertegenwoordigt een relatief homogene, ruimtelijke gebiedseenheid met eigenschappen voor het meten en vastleggen van de gebiedsstructuur, functie en verandering. Voorbeelden: een dobbe is een puntvormige ecotoop, een beek, een houtwal, een wegberm en een sloot zijn lijnvormige ecotopen, een bos, een moeras, een weiland en een akker zijn vlakvormige ecotopen. De mate van beïnvloeding door de mens bepaalt de natuurlijkheid van de ecotoop, maar ook van het landschap waarvan ze de samenstellende onderdelen vormen. Zo kan er onderscheid gemaakt worden tussen natuurlandschap en cultuurlandschap, met als tussenvorm de verschillende gradaties van halfnatuurlijk landschap.

### Levensgemeenschap
Vele ecologen bestuderen de onderlinge relaties tussen planten, dieren of andere organismen en het milieu of tussen organismen onderling binnen grotere eenheden. In 1877 stelde Karl Möbius voor om de term biocenose (levensgemeenschap) te gebruiken voor een groep met elkaar samenlevende planten en dieren.
In de vegetatiekunde heeft men een classificatiesysteem van plantengemeenschappen ontwikkeld. Dergelijke plantengemeenschappen zouden alle min of meer indicatief zijn voor bepaalde milieu-omstandigheden. Plantengemeenschappen kunnen zich volgens de vegetatiekunde ontwikkelen naar een min of meer stabiele situatie, de climax. Deze ontwikkeling heet successie. De abiotische dynamiek in een gebied speelt een belangrijke rol bij de successie. Zo bereiken gebieden die regelmatig door de zee worden overstroomd nooit een climax.
Binnen levensgemeenschappen kunnen bepaalde soorten domineren, zoals de zwarte els in moerassige bossen, soorten van de families Rhizophoraceae en Sonneratiaceae in mangrovebossen aan tropische kusten. Deze soorten domineren door hun aantal of biomassa en zijn essentieel voor het functioneren van de rest van de gemeenschap. In de stabiele climaxgemeenschappen is vaak geen dominante soort te onderscheiden, omdat er veel soorten voorkomen in kleinere abundanties.

### Variatie en biodiversiteit
Biodiversiteit is de laatste jaren een veel gebruikte term binnen de ecologie. Het is de vraag of het een ecologische term is, omdat het niet over relaties tussen soorten gaat. Het is meer een biosystematische term of ook wel een politieke term. Ecologen bestuderen wel de variatie aan soorten en hun verschijningsvormen als kenmerken van levensgemeenschappen en ecosystemen. Ook proberen ze verbanden te vinden tussen diversiteit en bijvoorbeeld productie of stabiliteit.
Biodiversiteit kan belangrijk zijn vanwege het grote genetische reservoir in een milieu, maar veel belangrijke natuurlijke ecosystemen zijn niet bijzonder divers, doch wel belangrijk en vaak bedreigd, zoals de taiga of het noordpoolgebied. Volgens sommige ecologen zijn minder diverse natuurlijke ecosystemen minder stabiel en daardoor gevoeliger voor verstoring.
Biodiversiteit wordt soms als maat gebruikt voor de kwaliteit van ecosystemen. Half-natuurlijke ecosystemen als polderwateren, wegbermen en dergelijke herbergen weinig soorten door isolatie, vervuiling of slecht beheer. Beheer kan er op gericht zijn de maximale biodiversiteit voor dergelijke systemen te behalen. Sommige beleidsinstrumenten hebben nadrukkelijk als doel een zo hoog mogelijke biodiversiteit, zoals de Kaderrichtlijn Water.

### Niche, concurrentie en habitat
Een onderwerp van onderzoek is de relatie van soorten tot hun omgeving. Een niche is de plek die een soort inneemt in een ecosysteem, gedefinieerd als de biotische en abiotische voorwaarden die de soort nodig heeft om te overleven en zich voort te planten. Concurrentie treedt op als verschillende soorten (of individuen) strijden over de beschikking van dezelfde bron.
Een verwant begrip is habitat waarmee het concrete woongebied van een soort in ruime zin wordt bedoeld (bijvoorbeeld het waddengebied)

### Gedrag en (eco)fysiologie
Binnen de ecologie zijn er ecologen die de relevantie van gedrag en fysiologie bestuderen voor het functioneren van soorten in hun omgeving. Daarbij gaat het om bijvoorbeeld de manier waarop de stofwisseling functioneert opdat er voldoende vetreserves zijn voor de winter of eventueel een trek naar elders.

### Populatiebiologie
Binnen de populatiebiologie of populatiedynamica richten ecologen zich op onderzoek aan de factoren die aantallen en dichtheden van populaties in ruimte en tijd beïnvloeden. Zo kan bijvoorbeeld nagegaan worden welk menselijk ingrijpen (bosbeheer, visserij, waterbeheer) acceptabel is zonder het voortbestaan van bepaalde populaties van dieren of planten in gevaar te brengen.

## Toepassingen
Belangrijke toepassingsgebieden van de ecologie zijn:
- landbouw (agricultuur)
  - akkerbouw (agronomie): de aanpassing van het natuurlijke milieu ten behoeve van de productie van planten voor menselijk gebruik
  - veeteelt:  het houden van vee voor het verkrijgen van melk, eieren, vlees of bont
- bosbouw (silvicultuur): een vorm van bosbeheer waarbij bos ten minste ten dele dient als natuurlijke hulpbron
- tuinbouw (horticultuur): het op commerciële basis op intensieve wijze telen van groenten, bloemen, planten, bomen, bollen of zaden
- visserij en visteelt: alle menselijke activiteiten met als doel organismen uit het water te halen, zoals vissen, week- schaal- en schelpdieren, zoogdieren, algen en wieren
- waterbeheer betreft de hoeveelheden en de kwaliteit van het grondwater en het oppervlaktewater
- milieuwetenschappen en milieubeheer
- natuurbeheer en het beheer van natuurreservaten

Daarnaast heeft ecologie ook zijn toepassing gevonden in de architectuur binnen de ontwerpprincipes van arcologie bij de bouw van economisch zelfvoorzienende woonomgevingen of habitats.
Een goed voorbeeld van toepassing van ecologische inzichten is de aanleg van ecologische verbindingszones of corridors tussen natuurgebieden. Organismen zouden op die manier zich eenvoudiger kunnen verplaatsen en de kans op uitsterven zou kleiner worden. Kleinschalige corridors zijn zogenaamde ecoducten in de vorm van bruggen die primair voor organismen zijn bedoeld.

## Andere connotaties
De term ecologie wordt bij uitbreiding ook gebruikt met betrekking tot menselijk gedrag dat een beter leefmilieu bevordert. Hiermee hangen samen bijvoorbeeld de begrippen ecologisme en EKO-keurmerk.